# Condado de Pasquotank
El condado de Pasquotank (en inglés: Pasquotank County, North Carolina), fundado en 1668, es uno de los 100 condados del estado estadounidense de Carolina del Norte. En el año 2000 tenía una población de 34 897 habitantes con densidad poblacional de 120 personas por km². La sede del condado es Elizabeth City.

## Geografía
Según la Oficina del Censo, el condado tiene un área total de 749 km² (289,2 mi²), de la cual 588 km² (227 mi²) es tierra y 163 km² (62,9 mi²) es agua.

### Municipios
El condado se divide en seis municipios: Municipio de Elizabeth City, Municipio de Mount Hermon, Municipio de Newland, Municipio de Nixonton, Municipio de Providence y Municipio de Salem.

### Condados adyacentes
- Condado de Camden (este)
- Condado de Perquimans (suroeste)
- Condado de Gates (noroeste)

## Demografía
En el 2000 la renta per cápita promedia del condado era de $30 444, y el ingreso promedio para una familia era de $36 402. El ingreso per cápita para el condado era de $14 815. En 2000 los hombres tenían un ingreso per cápita de $30 072 contra $21 652 para las mujeres. Alrededor del 15,50% de la población estaba bajo el umbral de pobreza nacional.

## Lugares

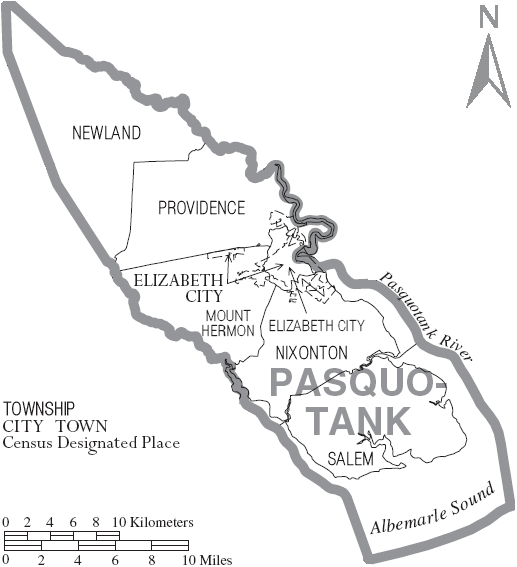
Mapa del Condado de Pasquotank en Carolina del Norte con sus municipios

### Ciudades y pueblos
- Elizabeth City
- Nixonton